# Anebos
Anebos – nieistniejący już środkowy zamek z grupy trzech szczytów koło Annweiler am Trifels w Niemczech. Powstał przypuszczalnie w XII wieku (przed 1194 rokiem) do ochrony zamku Trifels i był zamieszkany przez tak samo zwanego zarządcę (von Anebos).
Skąpe pozostałości nie dają żadnego wyobrażenia o wyglądzie zamku. Fosa na południu chroniła od strony przypuszczalnego ataku. Na mocno zwietrzałej skale piaskowca zwanej „Grubą Głową” znajdowała się wieża zamkowa.